# Ebenthal in Kärnten
Ebenthal in Kärnten (szlovénül Žrelec) osztrák mezőváros Karintia Klagenfurtvidéki járásában. 2016 januárjában 7768 lakosa volt.

## Elhelyezkedése

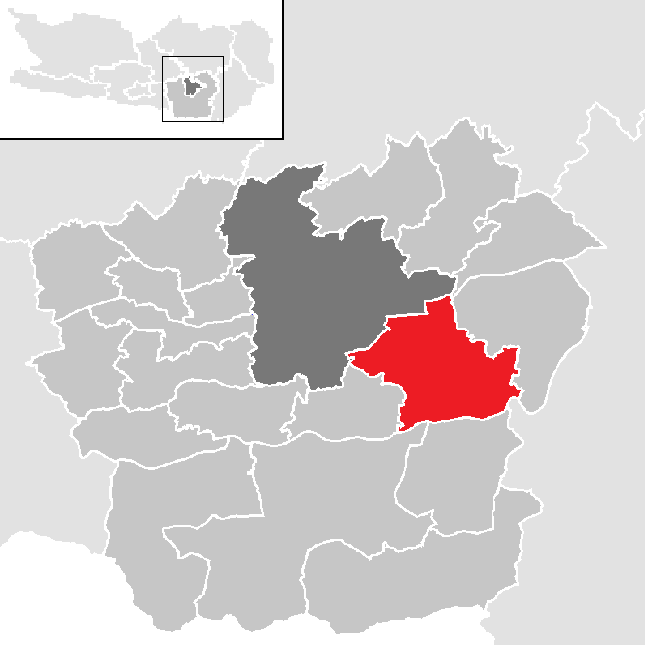
Ebenthal in Kärnten a Klagenfurtvidéki járásban

Ebenthal in Kärnten Karintia déli részén fekszik, Klagenfurttól délkeletre. A déli oldalán elhelyezkedő, kelet-nyugat irányú, erdővel borított Sattnitz hegygerinc népszerű kirándulóhely. Nagyobb folyói a Glan, a Gurk (a Dráva mellékfolyója) és a Glanfurt (a Wörthi-tó egyetlen lefolyása). A város területéhez tartozik a Höflein-Moor természetvédelmi terület.
Az önkormányzat 34 falut és egyéb települést fog össze: Aich an der Straße (18 lakos), Berg (73), Ebental (1 286), Goritschach (68), Gradnitz (408), Gurnitz (389), Haber (40), Hinterberg (11), Kohldorf (74), Kosasmojach (27), Kossiach (54), Kreuth (117), Lipizach (79), Mieger (8), Moosberg (17), Niederdorf (1 007) Obermieger (98), Obitschach (145), Pfaffendorf (175), Priedl (107), Radsberg (103), Rain (1 063), Reichersdorf (747), Rosenegg (203), Rottenstein (123), Saager (11), Sabuatach (14), Schwarz (169), Tutzach (112), Untermieger (36), Werouzach (36), Zell (299), Zetterei (460), Zwanzgerberg (119).
A környező települések: délre Sankt Margareten im Rosental, délnyugatra Ferlach, nyugatra Maria Rain, északnyugatra Klagenfurt, északkeletre Poggersdorf, keletre Grafenstein, délkeletre Gallizien.

## Története

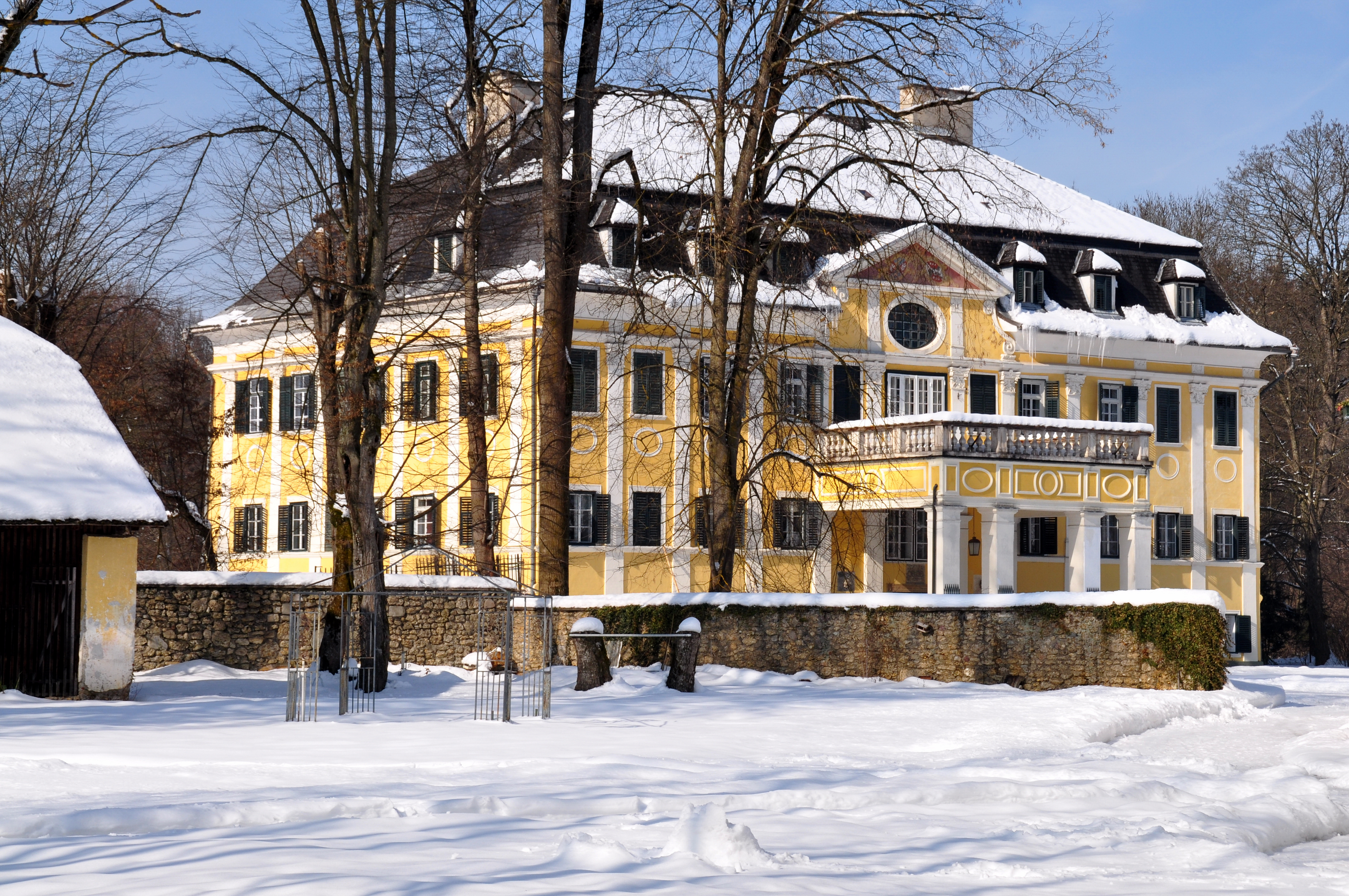
Az ebenthali kastély

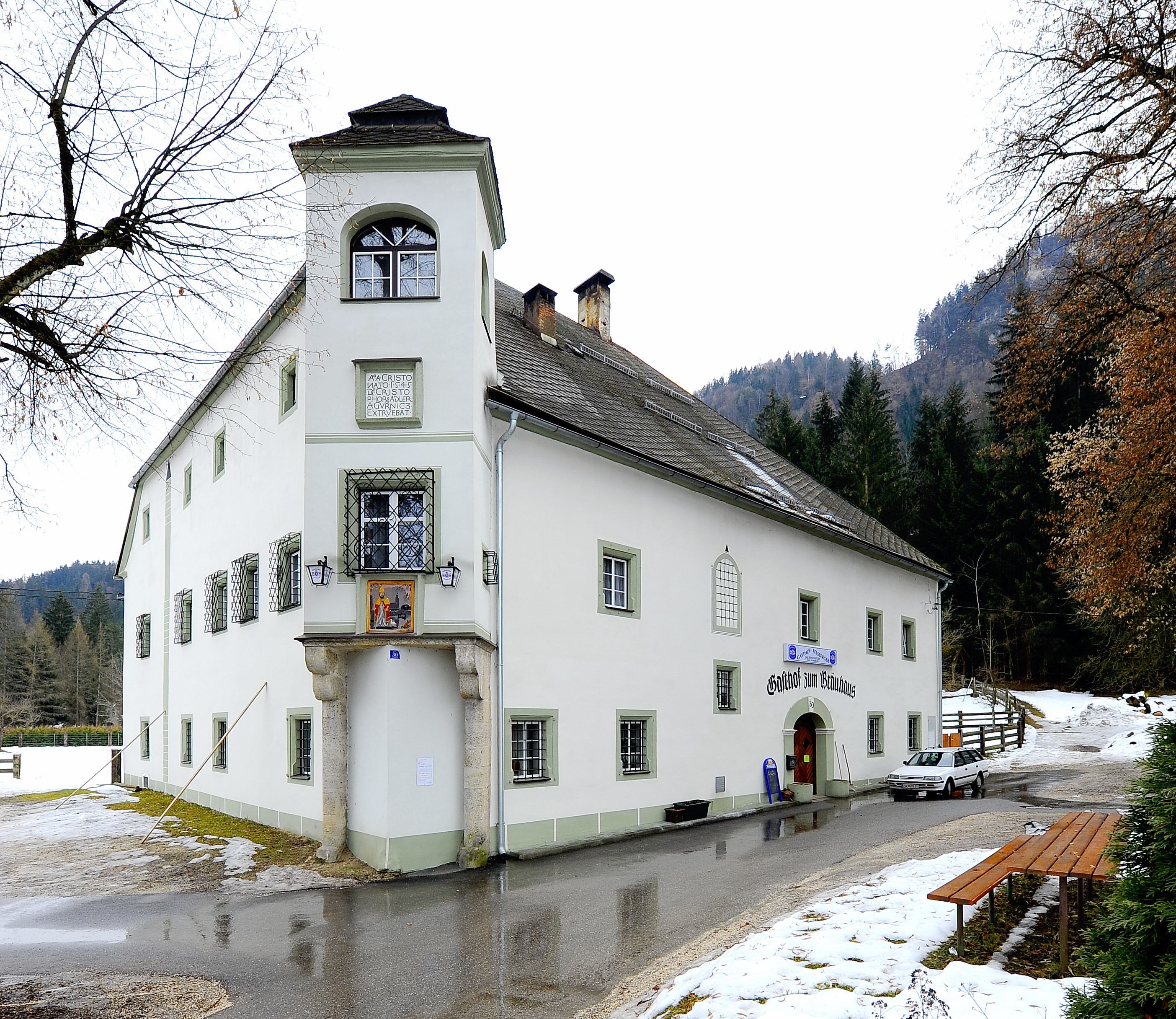
A gurnitzi régi sörfőzde

Német Lajos király 860-ban kiterjedt birtokokat adományozott Adalwin salzburgi érseknek, többek között egy majorságot ad Gurnitz. A Schrelz név először 984-ben bukkan fel az írott forrásokban. Birtokai védelmében a 12. században az érsek megépítette Greifenfels várát a Sattnitz meredek északi lejtőjén. A vár 1404-ben a Neuhaus nemzetség tulajdonában volt; tövében Christoph von Neuhaus 1566-ban nemesi kúriát építtetett, amely a következő évben Ebenthal néven szerepel az írott forrásokban. 1704-ben a Goëss grófok vásárolták meg a birtokot; az ebenthali kastély máig a család tulajdonában van.
A lakosság egészen a 19. század végéig szlovén többségű volt. Az első világháború után fegyveres konfliktus tört ki Ausztria és Jugoszlávia között Dél-Karintia szlovénlakta részeiért. A demarkációs vonal áthaladt volna a Klagenfurtvidéki járáson is. A kérdést végül népszavazás zárta le, és Karintia teljes egészében Ausztria része maradt. 1942 áprilisában a náci kormányzat egy átmeneti tábort hozott létre Ebenthalban, ahol 1075 deportálandó szlovént tartottak fogva ideiglenesen.
Az ebenthali önkormányzat 1850-ben jött létre, és ez volt az egyetlen Klagenfurttal akkor szomszédos község, amelyet nem csatoltak idővel a tartományi fővároshoz. Az 1973-as közigazgatási reform során Ebenthalhoz kapcsolták Radsberg községet, Mieger nagyobbik, valamint Klagenfurt, Maria Rain és Grafenstein kisebb részeit, így területe jelentősen megnőtt. 1973-1997 között a város nevének helyesírása „Ebental” volt. 1998-ban nevét Ebenthal in Kärnten-re változtatták.

## Lakossága
Az ebenthali önkormányzat területén 2016 januárjában 7768 fő élt, ami növekedést jelent a 2001-es 7427 lakoshoz képest. Akkor a helybeliek 96,7%-a volt osztrák állampolgár. A szlovén kisebbség aránya 4,2% volt. 81% római katolikusnak, 5% evangélikusnak, kb. 10% pedig felekezet nélkülinek vallotta magát.

## Látnivalók

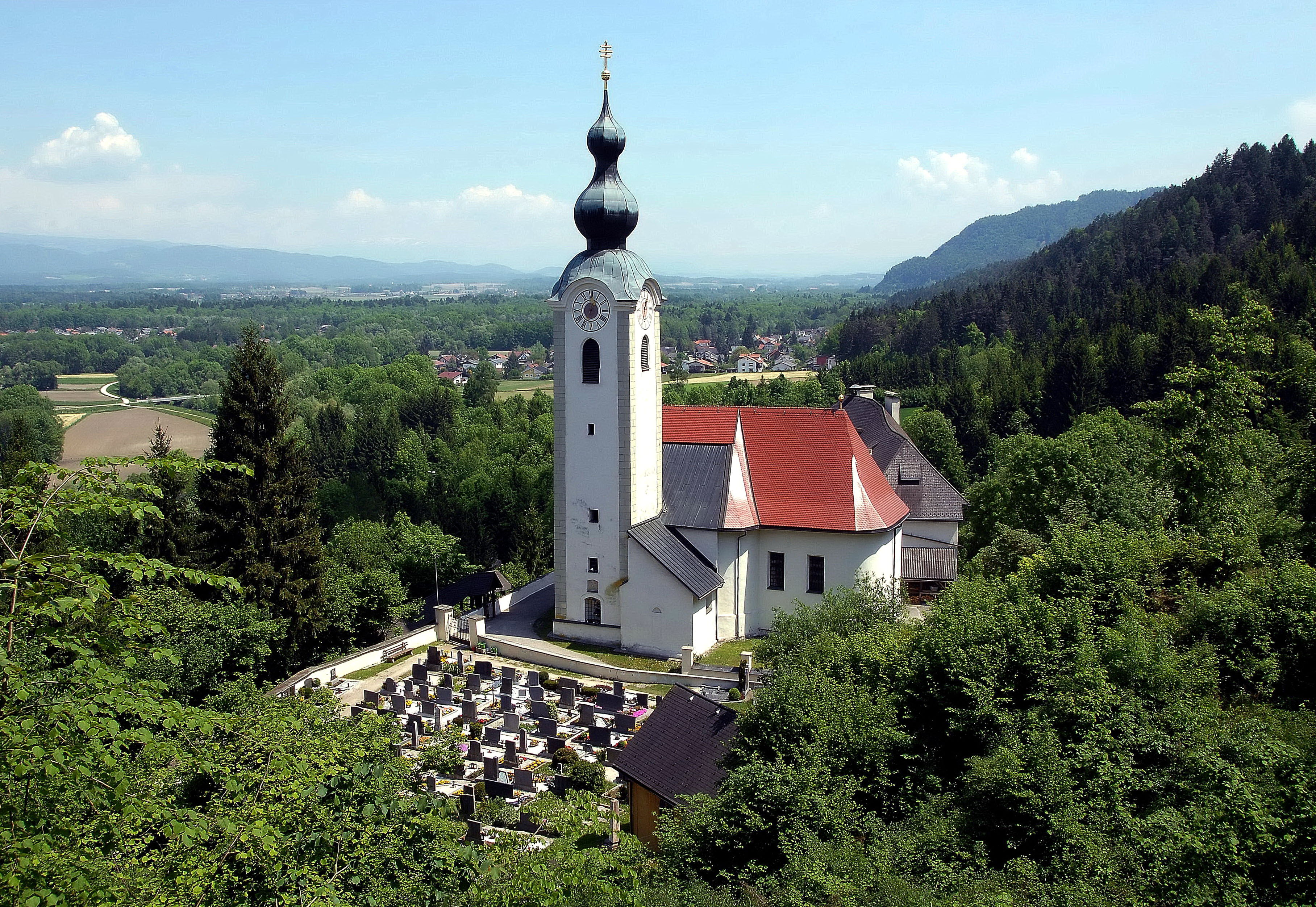
Gurnitz temploma

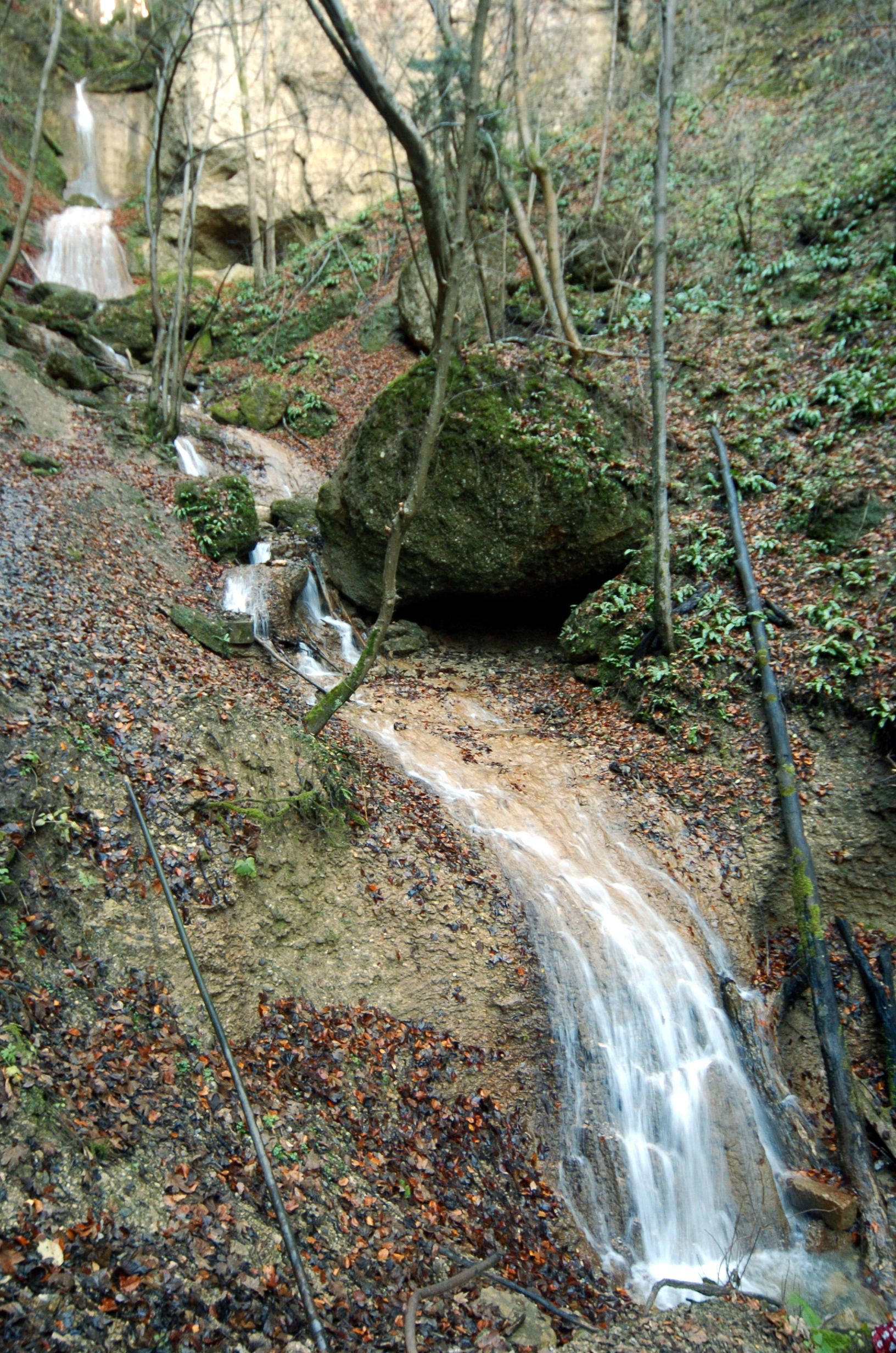
Az ebenthali vízesés

- Ebenthal Szűz Mária-plébániatemploma
- Gurnitz Szt. Márton-temploma
- Obermieger Szt. Bertalan-temploma
- Radsberg Szt. Lambert-temploma
- Rottenstein Mária Magdolna-temploma
- az ebenthali kastély
- a roseneggi kastély
- bronzkori földvár maradványai Gurnitz mellett
- Gurnitz várának romjai
- Greifenfels várának romjai
- Rottenstein várának romjai
- a gurnitzi sörfőzde
- az ebenthali vízesés
- a gurnitzi vízesés

## Híres ebenthaliak
- Markus Pernhart (1824–1871) festő

## Fordítás
- Ez a szócikk részben vagy egészben  az   Ebenthal in Kärnten című német Wikipédia-szócikk ezen változatának fordításán alapul.  Az eredeti cikk szerkesztőit annak laptörténete sorolja fel. Ez a jelzés csupán a megfogalmazás eredetét és a szerzői jogokat jelzi, nem szolgál a cikkben szereplő információk forrásmegjelöléseként.